# Whoracle
Whoracle ist das dritte Studioalbum der schwedischen Metal-Band In Flames. Es wurde 1997 via Nuclear Blast veröffentlicht. Der Titel ist ein Kofferwort aus „Whore“ (englisch für Hure) und „Oracle“ (englisch für Orakel).

## Entstehungsgeschichte
Alle Lieder des Albums, bis auf die Depeche-Mode-Coverversion „Everything Counts“, wurden von der Band komponiert. Die Texte wurden vom Dark-Tranquillity-Gitarristen Niklas Sundin ins Englische übersetzt und basieren auf einem Konzept, das von Anders Fridén entworfen wurde.
Das Album wurde im Studio Fredmann unter der Regie von Frederik Nordström aufgenommen. Dabei wurde er von der Band unterstützt. Abgemischt wurde das Album von Frederik Nordström und Anders Fridén. Gemastert wurde Whoracle von Göran Finnberg und Frederik Nordström. Das Coverartwork wurde von Andreas Marschall entworfen. Als Gastmusikerin ist Ulrika Natterdahl beim Titelsong „Whoracle“ zu hören.

## Konzept
Whoracle ist ein Konzeptalbum über die Vergangenheit, Gegenwart und die hypothetische Zukunft des Planeten Erde. Bei „Jotun“ wirft ein apokalyptisches Ereignis, welches eine Gesellschaft zerstört, seine Schatten voraus. „Episode 666“ beschreibt dieses Ereignis, welches ironischerweise im Fernsehen übertragen wird. Die Lieder davor beschreiben den Aufstieg und Fall einer globalen Gesellschaft. „The Hive“ und „Jester Script Transfigured“ beschreiben diese technologisch fortgeschrittene Gesellschaft und eine utopische neue Weltordnung. Diese Weltordnung wird durch die menschliche Natur in den nächsten zwei Liedern wieder zerstört. Die Depeche-Mode-Coverversion „Everything Counts“ wird in das Konzept integriert und impliziert wie die Menschen, die die besagte Gesellschaft aufbauten und dann zerstörten, ihre Taten erst begreifen, als es schon zu spät ist.

## Titelliste
1. Jotun – 3:53
2. Food for the Gods – 4:21
3. Gyroscope – 3:26
4. Dialogue with the Stars – 3:00
5. The Hive – 4:03
6. Jester Script Transfigured – 5:46
7. Morphing into Primal – 3:05
8. Worlds Within the Margin – 5:06
9. Episode 666 – 3:45
10. Everything Counts (Depeche-Mode-Cover) – 3:17
11. Whoracle – 2:44

## Wiederveröffentlichung
2002 wurde das Album von Nuclear Blast als „Deluxe Edition“ wiederveröffentlicht. Als Bonus gibt es das Lied Clad in Shadows ’99, den Videoclip zu Jotun sowie einen Bildschirmschoner.

## Bedeutung
Das deutsche Magazin Visions führte Whoracle auf ihrer 2019 veröffentlichten Liste der 55 besten schwedischen Rockalben.